# Sportclub Sand 1946 2015-2016 (calcio femminile)
Questa voce raccoglie le informazioni riguardanti lo Sportclub Sand 1946 nelle competizioni ufficiali della stagione 2015-2016.

## Divise e sponsor
Il main sponsor era Hilzinger mentre quello tecnico, fornitore delle tenute da gioco, era Adidas.
|  | Casa | Trasferta |

## Organigramma societario
Tratto dal sito societario.
Area tecnica
- Allenatore: Alexander Fischinger
- Allenatore in seconda: Claudia von Lanken
- Allenatore dei portieri: Simon Panter
- Preparatore atletico: Marco Utz

## Rosa
Rosa, ruoli e numeri di maglia come da sito societario, aggiornati al 25 marzo 2017, integrati dal sito della Federcalcio tedesca (DFB).
| N. |                        | Ruolo | Calciatore                  |
| -- | ---------------------- | ----- | --------------------------- |
| 1  | Stati Uniti (bandiera) | P     | Alexa Gaul                  |
| 2  | Francia (bandiera)     | D     | Stéphanie Wendlinger        |
| 3  | Danimarca (bandiera)   | D     | Cecilie Sandvej             |
| 4  | Stati Uniti (bandiera) | C     | Chioma Igwe                 |
| 6  | Germania (bandiera)    | A     | Sabine Stoller              |
| 7  | Germania (bandiera)    | C     | Anne van Bonn               |
| 8  | Germania (bandiera)    | D     | Julia Zirnstein             |
| 9  | Germania (bandiera)    | A     | Christine Veth              |
| 10 | Germania (bandiera)    | C     | Saskia Meier                |
| 11 | Germania (bandiera)    | C     | Angela Migliazza (capitano) |
| 12 | Slovacchia (bandiera)  | P     | Mária Korenčiová            |
| 13 | Francia (bandiera)     | D     | Noémie Freckhaus            |

| N. |                       | Ruolo | Calciatore           |
| -- | --------------------- | ----- | -------------------- |
| 14 | Serbia (bandiera)     | A     | Jovana Damnjanović   |
| 15 | Germania (bandiera)   | C     | Louisa Frank         |
| 17 | Germania (bandiera)   | C     | Claire Savin         |
| 18 | Slovacchia (bandiera) | C     | Dominika Škorvánková |
| 19 | Austria (bandiera)    | A     | Nina Burger          |
| 20 | Slovacchia (bandiera) | D     | Jana Vojteková       |
| 21 | Germania (bandiera)   | C     | Julia Schneider      |
| 22 | Germania (bandiera)   | C     | Sinah Amann          |
| 23 | Svizzera (bandiera)   | C     | Isabelle Meyer       |
| 25 | Germania (bandiera)   | P     | Kristina Kober       |
| 26 | Germania (bandiera)   | D     | Laura Vetterlein     |
| 31 | Germania (bandiera)   | P     | Sabrina Lang         |

## Calciomercato

### Sessione estiva
| Acquisti | Acquisti             | Acquisti       | Acquisti   |
| R.       | Nome                 | da             | Modalità   |
| -------- | -------------------- | -------------- | ---------- |
| P        | Kristina Kober       | Hoffenheim     | definitivo |
| D        | Chioma Igwe          | Friburgo       | definitivo |
| D        | Claire Savin         | Friburgo       | definitivo |
| D        | Laura Vetterlein     | Wolfsburg      | definitivo |
| D        | Jana Vojteková       | Neulengbach    | definitivo |
| C        | Saskia Meier         | Friburgo       | definitivo |
| C        | Dominika Škorvánková | Neulengbach    | definitivo |
| C        | Sabine Stoller       | Colorado Pride | definitivo |
| A        | Nina Burger          | Neulengbach    | definitivo |
| A        | Jovana Damnjanović   | Wolfsburg      | definitivo |

| Cessioni | Cessioni          | Cessioni           | Cessioni                       |
| R.       | Nome              | a                  | Modalità                       |
| -------- | ----------------- | ------------------ | ------------------------------ |
| D        | Bryanna McCarthy  | Cloppenburg        | definitivo                     |
| D        | Allison Scurich   | Turbine Potsdam II | definitivo                     |
| C        | Patricia Hanebeck | Turbine Potsdam    | definitivo                     |
| C        | Vivien Wagner     | Crailsheim         | definitivo                     |
| A        | Ilaria Mauro      | Turbine Potsdam    | definitivo                     |
| A        | Furtuna Velaj     | Sand II            | aggregata alla squadra riserve |

## Risultati

### Frauen-Bundesliga

#### Girone di andata
| Arbitro: | Illing (Limbach-Oberfrohna) |

|                                          |           |  |
| Burger 7’, 32’ Škorvánková 25’ Meyer 88’ | Marcatori |  |

| Arbitro: | Kunkel (Amburgo) |

|              |           |  |
| Hartmann 65’ | Marcatori |  |

| Arbitro: | Kurtes (Düsseldorf) |

|  |           |                          |
|  | Marcatori | 35’ Billa 71’ Chojnowski |

| Arbitro: | Diekmann (Dortmund) |

|  |           |                    |
|  | Marcatori | 47’ Igwe 65’ Meyer |

| Arbitro: | Stolz (Pritzwalk) |

|            |           |              |
| Burger 17’ | Marcatori | 82’ Gerhardt |

| Arbitro: | Appelmann (Alzey) |

|  |           |                 |
|  | Marcatori | 44’ Damnjanović |

| Arbitro: | Rafalski (Baunatal) |

|                                             |           |  |
| Damnjanović 20’ Zirnstein 58’ Migliazza 77’ | Marcatori |  |

| Arbitro: | Diekmann (Dortmund) |

|                                      |           |  |
| Lewandowski 11’ Behringer 16’ (rig.) | Marcatori |  |

| Willstätt 22 novembre 2015, ore 14:00 CET 9ª giornata | Sand                      | 0 – 0 referto | Friburgo | ORSAY-Stadion (1 260 spett.)\| Arbitro: \| Wacker (Lehrensteinsfeld) \| |
| Arbitro:                                              | Wacker (Lehrensteinsfeld) |               |          |                                                                         |

| Arbitro: | Kunkel (Amburgo) |

|                           |           |  |
| Marozsán 39’ Islacker 45’ | Marcatori |  |

| Arbitro: | Westerhoff (Bochum) |

|                                      |           |           |
| Damnjanović 33’ Vojteková 71’ (rig.) | Marcatori | 18’ Hearn |

#### Girone di ritorno
| Leverkusen 20 dicembre 2015, ore 14:00 CET 12ª giornata | Bayer Leverkusen       | 0 – 0 referto | Sand | Kurt-Rieß Sportanlage (341 spett.)\| Arbitro: \| Hussein (Bad Harzburg) \| |
| Arbitro:                                                | Hussein (Bad Harzburg) |               |      |                                                                            |

| Arbitro: | Appelmann (Alzey) |

|                                           |           |              |
| Burger 14’, 45’ Damnjanović 78’ Meyer 89’ | Marcatori | 36’ Schüller |

| Arbitro: | Söder (Ingolstadt) |

|                             |           |                                                   |
| Billa 16’ Demann 83’ (rig.) | Marcatori | 27’ (rig.) Vojteková 43’ Škorvánková 61’ Van Bonn |

| Arbitro: | Wozniak (Herne) |

|            |           |          |
| Burger 39’ | Marcatori | 9’ Mauro |

| Arbitro: | Rafalski (Baunatal) |

|         |           |                                                                  |
| Pyko 2’ | Marcatori | 37’ Igwe 39’ Damnjanović 58’ Burger 63’ Van Bonn 87’ Škorvánková |

| Arbitro: | Westerhoff (Bochum) |

|                        |           |                                             |
| Van Bonn 9’ Burger 17’ | Marcatori | 5’ Wullaert 44’, 73’ Bussaglia 87’ Bachmann |

| Arbitro: | Kunkel (Amburgo) |

|           |           |  |
| König 48’ | Marcatori |  |

| Arbitro: | Appelmann (Alzey) |

|  |           |                                       |
|  | Marcatori | 39’ Miedema 68’ Behringer 75’ Däbritz |

| Arbitro: | Baitinger (Friesenheim) |

|                                            |           |                 |
| Petermann 21’, 90+2’ Schiewe 60’ Clark 81’ | Marcatori | 68’ Damnjanović |

| Arbitro: | Wozniak (Herne) |

|  |           |                                     |
|  | Marcatori | 45’ Islacker 64’ Marozsán 67’ Ōgimi |

| Arbitro: | Müller-Schmäh (Potsdam) |

|                    |           |  |
| Landeka 43’ (rig.) | Marcatori |  |

### DFB-Pokal
| Arbitro: | Wacker (Lehrensteinsfeld) |

|                     |           |                                         |
| Wich 49’ Nußelt 70’ | Marcatori | 7’ Savin 12’, 58’, 71’ Burger 22’ Meyer |

| Arbitro: | Erkes (Leverkusen) |

|  |           |                                                                                                  |
|  | Marcatori | 4’ (aut.) Möthrath 13’, 24’ Burger 18’ Savin 73’ Meyer 81’, 87’ (rig.), 90’ Van Bonn 83’ Stoller |

| Arbitro: | Lohmeyer (Holtland) |

|                                   |           |                                             |
| Knipp 50’ Oduro 90’ Ronzetti 118’ | Marcatori | 26’, 31’, 107’ Damnjanović 114’ Škorvánková |

| Arbitro: | Hussein (Bad Harzburg) |

|             |           |                                   |
| Rudelić 62’ | Marcatori | 12’, 58’, 68’ Burger 72’ Van Bonn |

| Arbitro: | Kathrin Heimann (Gladbeck) |

|                              |           |             |
| Damnjanović 60’ Van Bonn 83’ | Marcatori | 34’ Miedema |

| Arbitro: | Söder (Ingolstadt) |

|                 |           |                 |
| Damnjanović 27’ | Marcatori | 7’, 80’ Jakabfi |

## Statistiche

### Statistiche di squadra
| Competizione         | Punti | In casa | In casa | In casa | In casa | In casa | In casa | In trasferta | In trasferta | In trasferta | In trasferta | In trasferta | In trasferta | Totale | Totale | Totale | Totale | Totale | Totale | DR  |
| Competizione         | Punti | G       | V       | N       | P       | Gf      | Gs      | G            | V            | N            | P            | Gf           | Gs           | G      | V      | N      | P      | Gf     | Gs     | DR  |
| -------------------- | ----- | ------- | ------- | ------- | ------- | ------- | ------- | ------------ | ------------ | ------------ | ------------ | ------------ | ------------ | ------ | ------ | ------ | ------ | ------ | ------ | --- |
| Frauen-Bundesliga    | 28    | 11      | 4       | 3       | 4       | 17      | 16      | 11           | 4            | 1            | 6            | 12           | 14           | 22     | 8      | 4      | 10     | 29     | 30     | -1  |
| DFB-Pokal der Frauen | -     | 2       | 1       | 0       | 1       | 3       | 3       | 4            | 4            | 0            | 0            | 22           | 6            | 6      | 5      | 0      | 1      | 25     | 9      | +16 |
| Totale               | -     | 13      | 5       | 3       | 5       | 20      | 19      | 15           | 8            | 1            | 6            | 34           | 20           | 28     | 13     | 4      | 11     | 54     | 39     | +15 |

### Andamento in campionato
| Giornata  | 1 | 2 | 3 | 4 | 5 | 6 | 7 | 8 | 9 | 10 | 11 | 12 | 13 | 14 | 15 | 16 | 17 | 18 | 19 | 20 | 21 | 22 |
| --------- | - | - | - | - | - | - | - | - | - | -- | -- | -- | -- | -- | -- | -- | -- | -- | -- | -- | -- | -- |
| Luogo     | C | T | C | T | C | T | C | T | C | T  | C  | T  | C  | T  | C  | T  | C  | T  | C  | T  | C  | T  |
| Risultato | V | P | P | V | N | V | V | P | N | P  | V  | N  | V  | V  | N  | V  | P  | P  | P  | P  | P  | P  |
| Posizione | 3 | 4 | 9 | 6 | 6 | 5 | 3 | 3 | 5 | 7  | 5  | 5  | 4  | 4  | 4  | 4  | 4  | 4  | 4  | 6  | 6  | 9  |

Legenda:

Luogo: C = Casa; T = Trasferta. Risultato: V = Vittoria; N = Pareggio; P = Sconfitta.

### Statistiche delle giocatrici
| Giocatore      | Frauen-Bundesliga | Frauen-Bundesliga | Frauen-Bundesliga | Frauen-Bundesliga | DFB-Pokal der Frauen | DFB-Pokal der Frauen | DFB-Pokal der Frauen | DFB-Pokal der Frauen | Totale   | Totale | Totale      | Totale     |
| Giocatore      | Presenze          | Reti              | Ammonizioni       | Espulsioni        | Presenze             | Reti                 | Ammonizioni          | Espulsioni           | Presenze | Reti   | Ammonizioni | Espulsioni |
| -------------- | ----------------- | ----------------- | ----------------- | ----------------- | -------------------- | -------------------- | -------------------- | -------------------- | -------- | ------ | ----------- | ---------- |
| S. Amann       | 8                 | 0                 | 0                 | 0                 | 1                    | 0                    | 0                    | 0                    | 9        | 0      | 0           | 0          |
| N. Burger      | 21                | 8                 | 2                 | 0                 | 6                    | 8                    | 0                    | 0                    | 27       | 16     | 2           | 0          |
| J. Damnjanović | 19                | 6                 | 3                 | 0                 | 4                    | 5                    | 0                    | 0                    | 23       | 11     | 3           | 0          |
| L. Frank       | -                 | -                 | -                 | -                 | -                    | -                    | -                    | -                    | -        | -      | -           | -          |
| N. Freckhaus   | -                 | -                 | -                 | -                 | -                    | -                    | -                    | -                    | -        | -      | -           | -          |
| A. Gaul        | 0                 | 0                 | 0                 | 0                 | 1                    | 0                    | 0                    | 0                    | 1        | 0      | 0           | 0          |
| C. Igwe        | 21                | 2                 | 3                 | 0                 | 5                    | 0                    | 1                    | 0                    | 26       | 2      | 4           | 0          |
| K. Kober       | 17                | -24               | 0                 | 0                 | 4                    | -4                   | 0                    | 0                    | 21       | -28    | 0           | 0          |
| M. Korenčiová  | 5                 | -6                | 0                 | 0                 | 2                    | -5                   | 0                    | 0                    | 7        | -11    | 0           | 0          |
| S. Lang        | 0                 | 0                 | 0                 | 0                 | -                    | -                    | -                    | -                    | 0        | 0      | 0           | 0          |
| S. Meier       | 6                 | 0                 | 0                 | 0                 | 4                    | 0                    | 0                    | 0                    | 10       | 0      | 0           | 0          |
| I. Meyer       | 17                | 3                 | 1                 | 0                 | 4                    | 1                    | 0                    | 0                    | 21       | 4      | 1           | 0          |
| A. Migliazza   | 17                | 1                 | 0                 | 0                 | 3                    | 0                    | 0                    | 0                    | 20       | 1      | 0           | 0          |
| C. Sandvej     | 21                | 0                 | 2                 | 0                 | 5                    | 0                    | 1                    | 0                    | 26       | 0      | 3           | 0          |
| C. Savin       | 20                | 0                 | 1                 | 0                 | 6                    | 2                    | 0                    | 0                    | 26       | 2      | 1           | 0          |
| J. Schneider   | 1                 | 0                 | 0                 | 0                 | 0                    | 0                    | 0                    | 0                    | 1        | 0      | 0           | 0          |
| D. Škorvánková | 17                | 3                 | 2                 | 0                 | 6                    | 1                    | 0                    | 0                    | 23       | 4      | 2           | 0          |
| A. St. Martin  | -                 | -                 | -                 | -                 | -                    | -                    | -                    | -                    | -        | -      | -           | -          |
| S. Stoller     | 11                | 0                 | 2                 | 0                 | 2                    | 1                    | 0                    | 0                    | 13       | 1      | 2           | 0          |
| A. Van Bonn    | 22                | 3                 | 1                 | 0                 | 6                    | 5                    | 0                    | 0                    | 28       | 8      | 1           | 0          |
| F. Velaj       | -                 | -                 | -                 | -                 | -                    | -                    | -                    | -                    | -        | -      | -           | -          |
| C. Veth        | 14                | 0                 | 0                 | 0                 | 5                    | 0                    | 0                    | 0                    | 19       | 0      | 0           | 0          |
| L. Vetterlein  | 19                | 0                 | 2                 | 0                 | 6                    | 0                    | 0                    | 0                    | 25       | 0      | 2           | 0          |
| J. Vojteková   | 22                | 2                 | 3                 | 0                 | 6                    | 0                    | 0                    | 0                    | 28       | 2      | 3           | 0          |
| J. Wahlén      | -                 | -                 | -                 | -                 | -                    | -                    | -                    | -                    | -        | -      | -           | -          |
| S. Wendlinger  | 1                 | 0                 | 0                 | 0                 | -                    | -                    | -                    | -                    | 1        | 0      | 0           | 0          |
| J. Zirnstein   | 21                | 1                 | 5                 | 0                 | 5                    | 0                    | 0                    | 0                    | 26       | 1      | 5           | 0          |